# Auckland Football Club
L'Auckland Football Club è una società calcistica neozelandese con sede ad Auckland. Milita nella A-League Men, la massima serie del campionato australiano di calcio.
La squadra disputa le gare casalinghe al Mount Smart Stadium, impianto da 25 000 posti.

## Storia
Nel 2023, la Federazione calcistica australiana annunciò di voler ampliare il numero di partecipanti al massimo campionato nazionale, includendo almeno una squadra con sede ad Auckland. Nel novembre dello stesso anno, fu quindi comunicata  l'assegnazione della licenza all'imprenditore statunitense Bill Foley che, nella primavera del 2024, ufficializzò il nome e il logo del club. A Steve Corica, ex allenatore del Sydney FC, fu affidata la  guida tecnica della squadra, che esordì in campionato il 19 ottobre 2024, conquistando tra le mura amiche una vittoria contro il Brisbane Roar.

## Allenatori
| Allenatori - 2024- Steve Corica |

## Strutture

### Stadio
L'Auckland FC gioca le gare interne al Mount Smart Stadium, che ha una capacità di oltre 25 000 spettatori. L'impianto, costruito nel 1967, è situato a dieci chilometri a sud del centro di Auckland.

## Palmarès
- Premier's Plate: 1

2024-2025

## Organico

### Rosa 2024-2025
Aggiornato al 7 gennaio 2025.
| N. |                          | Ruolo | Calciatore       |
| -- | ------------------------ | ----- | ---------------- |
| 1  | Nuova Zelanda (bandiera) | P     | Michael Woud     |
| 2  | Giappone (bandiera)      | D     | Hiroki Sakai     |
| 3  | Australia (bandiera)     | D     | Scott Galloway   |
| 4  | Nuova Zelanda (bandiera) | D     | Nando Pijnaker   |
| 5  | Nuova Zelanda (bandiera) | D     | Thomas Smith     |
| 6  | Belgio (bandiera)        | C     | Louis Verstraete |
| 7  | Nuova Zelanda (bandiera) | C     | Cameron Howieson |
| 8  | Nuova Zelanda (bandiera) | C     | Luis Toomey      |
| 9  | Nuova Zelanda (bandiera) | A     | Max Mata         |
| 10 | Uruguay (bandiera)       | A     | Guillermo May    |
| 12 | Nuova Zelanda (bandiera) | P     | Alex Paulsen     |
| 14 | Nuova Zelanda (bandiera) | A     | Liam Gillion     |
| 15 | Nuova Zelanda (bandiera) | D     | Francis de Vries |

| N. |                          | Ruolo | Calciatore       |
| -- | ------------------------ | ----- | ---------------- |
| 16 | Nuova Zelanda (bandiera) | C     | Adama Coulibaly  |
| 17 | Nuova Zelanda (bandiera) | D     | Callan Elliot    |
| 18 | Nuova Zelanda (bandiera) | C     | Finn McKenlay    |
| 19 | Nuova Zelanda (bandiera) | C     | Oliver Middleton |
| 21 | Nuova Zelanda (bandiera) | A     | Jesse Randall    |
| 22 | Australia (bandiera)     | C     | Jake Brimmer     |
| 23 | Figi (bandiera)          | D     | Dan Hall         |
| 25 | Colombia (bandiera)      | C     | Neyder Moreno    |
| 27 | Nuova Zelanda (bandiera) | A     | Logan Rogerson   |
| 28 | Cile (bandiera)          | C     | Felipe Gallegos  |
| 30 | Nuova Zelanda (bandiera) | P     | Joe Knowles      |
| 35 | Nuova Zelanda (bandiera) | A     | Jonty Bidois     |